# Stynaborgs län
Stynaborgs län var ett slottslän i centrala delen av landskapet Västergötland för riksborgen Stynaborg. Det fanns under drottning Margaretas regeringstid (1389-1412) och upphörde efter att borgen nedbrändes under Engelbrektsupproret i mitten av 1430-talet.
Länet omfattade Ale, Barne och Kullings härader.